# Tal Šachar
Tal Šachar (hebrejsky טַל שַׁחַר‎, doslova „Ranní Rosa“, v oficiálním přepisu do angličtiny Tal Shahar) je vesnice typu mošav v Izraeli, v Jeruzalémském distriktu, v oblastní radě Mate Jehuda.

## Geografie
Leží v nadmořské výšce 128 metrů v zemědělsky využívané pahorkatině Šefela, nedaleko od západního okraje zalesněných svahů Judských hor. Jižně od vesnice protéká potok Sorek.
Obec se nachází 23 km od břehu Středozemního moře, přibližně 32 km jihovýchodně od centra Tel Avivu a přibližně 32 km západně od historického jádra Jeruzaléma. Tal Šachar obývají Židé, přičemž osídlení v tomto regionu je etnicky převážně židovské.
Tal Šachar je na dopravní síť napojen pomocí dálnice číslo 3.

## Dějiny
Tal Šachar byl založen v roce 1948. Novověké židovské osidlování tohoto regionu začalo po válce za nezávislost tedy po roce 1948, kdy Jeruzalémský koridor ovládla izraelská armáda a kdy došlo k vysídlení většiny zdejší arabské populace.
Jméno osady je doslovným překladem německého příjmení Henry Morgenthaua – ministra financí USA v letech 1934–1945. Ke zřízení mošavu došlo 27. října 1948. Zakladateli byla skupina Židů z Turecka. V 90. letech 20. století prošla vesnice stavebním rozšířením.

## Demografie
Podle údajů z roku 2014 tvořili naprostou většinu obyvatel v Tal Šachar Židé (včetně statistické kategorie „ostatní“, která zahrnuje nearabské obyvatele židovského původu ale bez formální příslušnosti k židovskému náboženství).
Jde o menší obec vesnického typu s dlouhodobě rostoucí populací. K 31. prosinci 2014 zde žilo 1231 lidí. Během roku 2014 populace stoupla o 4,3 %.
| Rok            | 1948 | 1961 | 1972 | 1983 | 1995 | 2001 | 2003 | 2004 | 2005 | 2006 | 2007 | 2008 | 2009 | 2010 | 2011 | 2012 | 2013 | 2014 |
| -------------- | ---- | ---- | ---- | ---- | ---- | ---- | ---- | ---- | ---- | ---- | ---- | ---- | ---- | ---- | ---- | ---- | ---- | ---- |
| Počet obyvatel | 40   | 358  | 398  | 425  | 479  | 697  | 770  | 817  | 839  | 857  | 911  | 920  | 1057 | 1072 | 1108 | 1139 | 1180 | 1231 |